# Nikodemus Metaxas
Nikodemus Metaxas (griechisch Νικόδημος Μεταξάς Nikódimos Metaxás) war ein griechischer Verleger im Osmanischen Reich des 17. Jahrhunderts und ein Anhänger der Reformation.

## Leben
Metaxas stammte aus einer alteingesessenen Familie auf Kefalonia im Golf von Patras. Sein Onkel war Bischof von Kefalonia, Ithaka und Zakynthos. Über ihn kam Nikodemus in Kontakt mit dem Patriarchat, das bestrebt war, eine griechische Druckerei in Konstantinopel zu gründen.
Metaxas studierte erst in Athen beim neuaristotelischen Philosophen Theophilos Corydalleus und ging 1622 nach England. Er setzte sein Studium in Oxford (vermutlich unter John Williams) fort. In London gründete er eine Druckerei und begann kirchliche und philosophische Schriften in griechischer Sprache zu drucken, so die Rhetorik des Korydalleus (1625). Das Geschäft gestaltete sich schwierig, da nur wenige Griechen in der Stadt lebten und sein Verlag auswärts fast unbekannt war, einzig in Venedig ließen sich größere Stückzahlen absetzen.
Aus dieser Not heraus griff er die Idee des Patriarchats nach einer griechischen Druckerei in Konstantinopel auf und verlegte sein Unternehmen dorthin. In Konstantinopel war zwar das Drucken griechischer Schriften verboten, andererseits wohnten hunderttausende von Griechen in der Stadt. Die Jesuiten in der Stadt besaßen zwar bereits eine Druckerei, in der sie ebenfalls Bücher über den Proselytismus der Griechen druckten, waren aber nicht in der Lage, große Mengen zu drucken. 1627 schaffte es Metaxas mit Hilfe des englischen Botschafters, seine Maschinen und seinen Warenbestand an Büchern durch den Zoll zu bekommen und konnte dann für drei Jahre arbeiten. Mit Hilfe des niederländischen Botschafters konnte er auch einen niederländischen Drucker einstellen. Sein erstes Druckwerk war eine Auftragsarbeit, ein kritischer Druck über das Judentum für das Patriarchat. Es war auch die letzte, denn Metaxas hatte sich dem Protestantismus zugewandt.
Er hatte nun beide Kirchen gegen sich. In der Zwischenzeit konnten auch die Jesuiten in der Quantität aufholen und als die Hohe Pforte von den Tätigkeiten von Metaxas erfuhr, musste er seine Druckerei schließen. Er zog mit seinen Maschinen in den Ort Livathos auf Kefalonia, wo er den Betrieb wiederaufnahm. Er erwarb sich den Ruf als bedeutender Verleger auf den Ionischen Inseln.